# Setra 400 серії

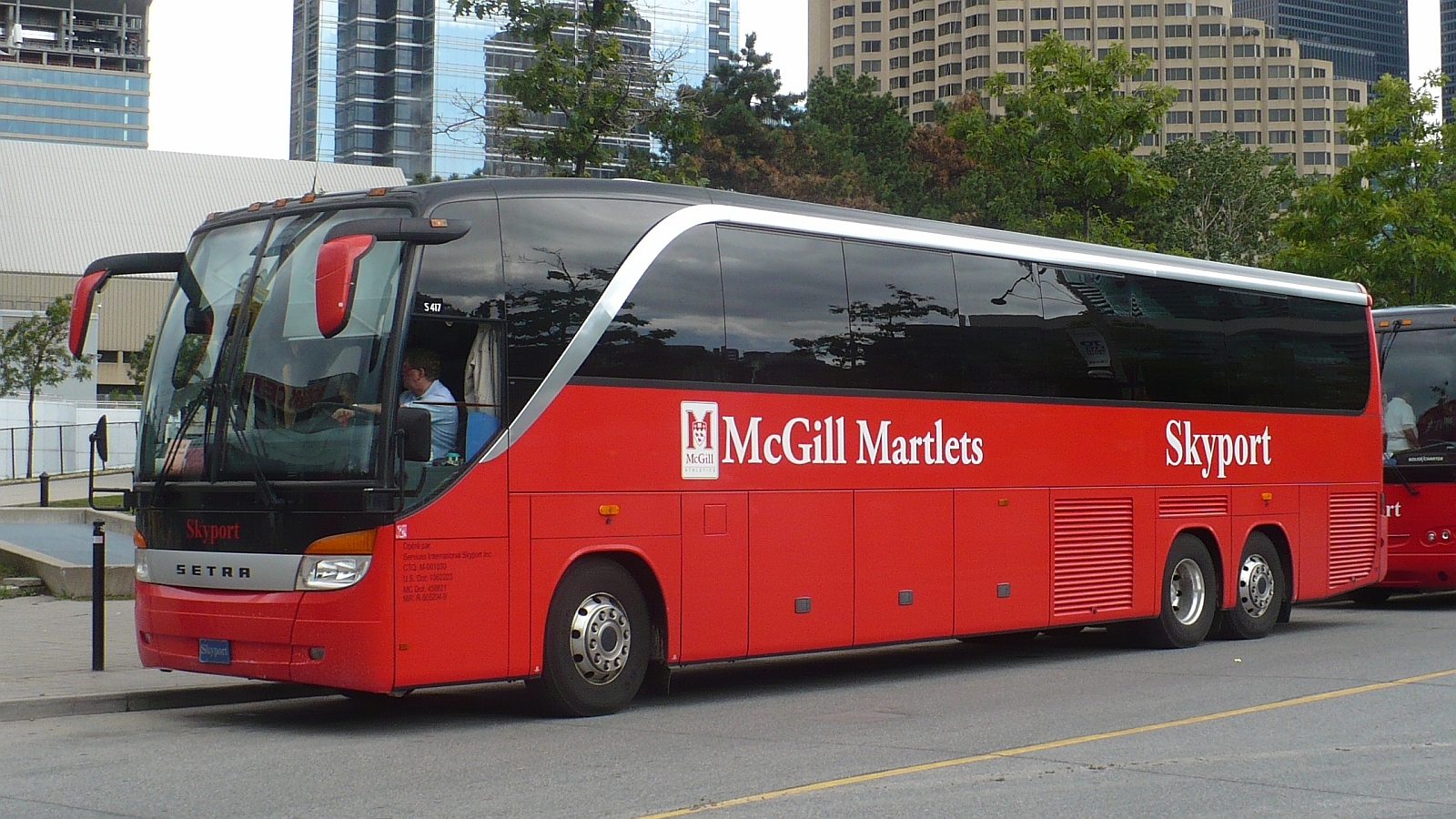
Setra S 417 HDH

400 серія — сімейство автобусів Setra, що виготовляється з 2001 року і прийшли на заміну 300 серії.
В сімейство входять міські, міжміські і туристичні автобуси.

## Модифікації

### MultiClass
Міські

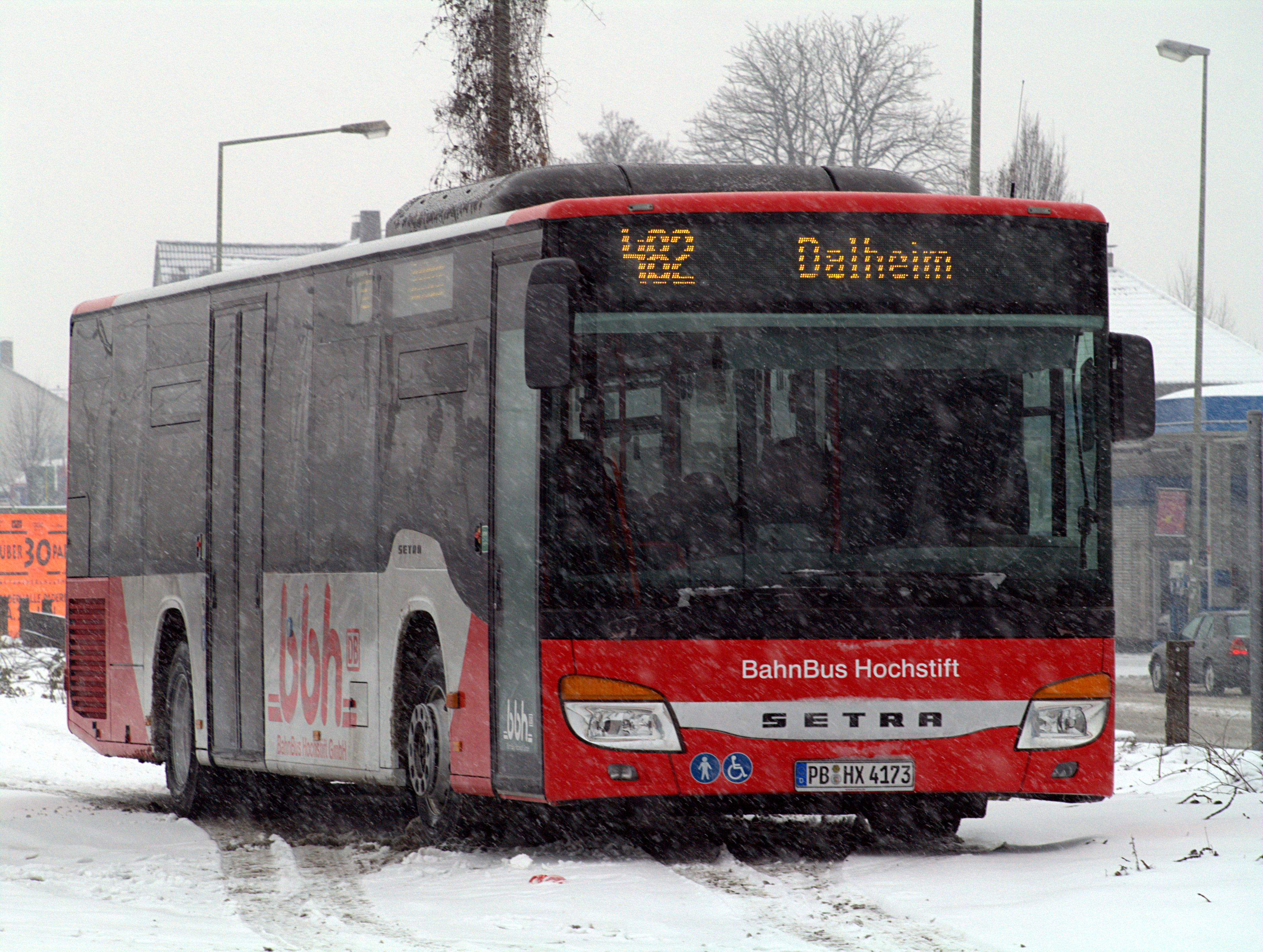
Setra S 415 NF

Ці автобуси з низьким рівнем підлоги були запущені у виробництво наприкінці 2006 року на німецькій фабриці в Ульмі. Конструктивно вони подібні на Mercedes-Benz Citaro.
- S 415 NF (11,950 м)
- S 416 NF (13,010 м)

Міжміські

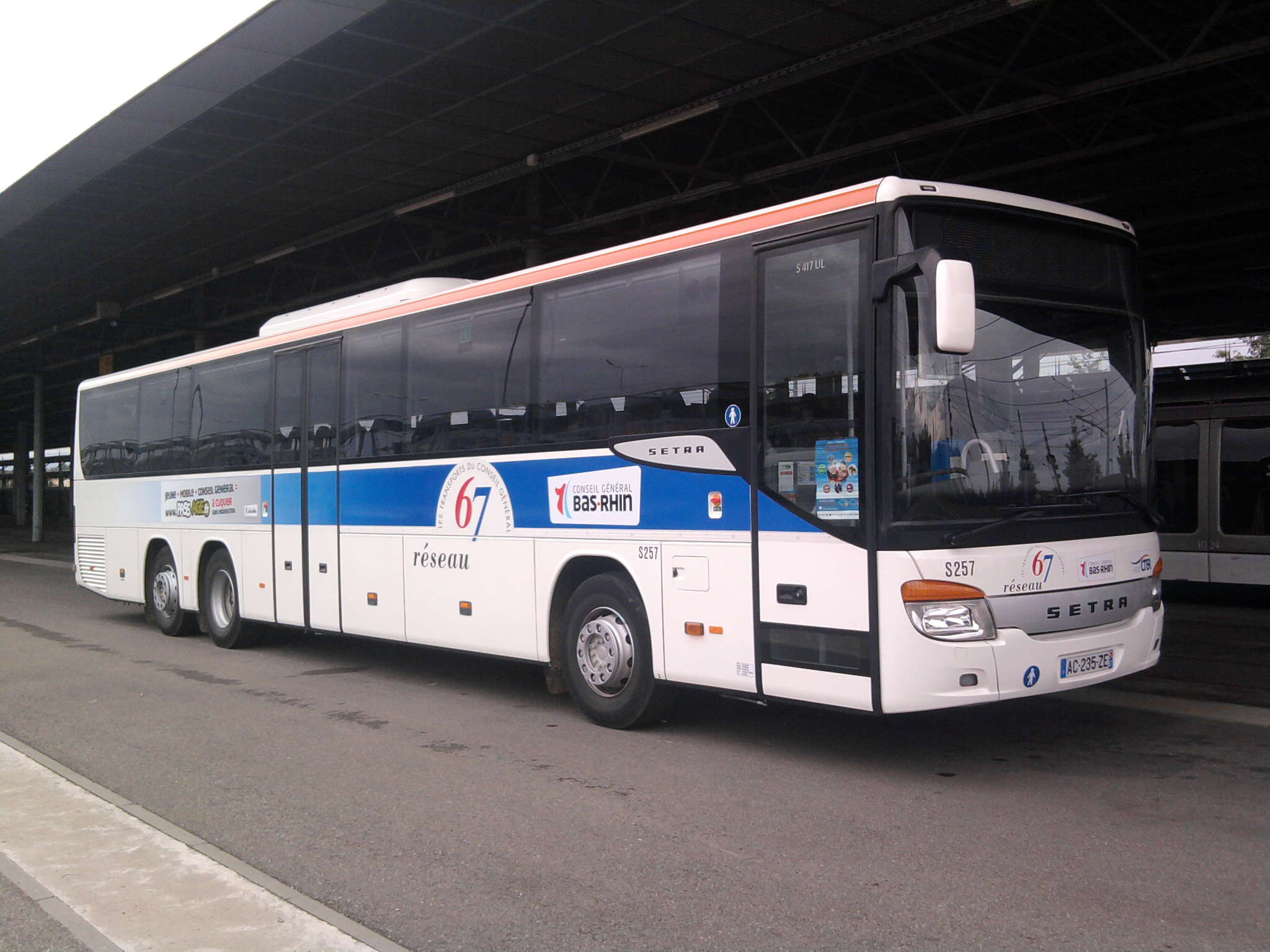
Setra S 417 UL

Модифікації business з'явився в 2013 році. Вони мають хороше співвідношення ціни та низькі витрати на технічне обслуговування.
- S 412 UL (10,805 м)
- S 415 UL (12,200 м)
- S 416 UL (13,040 м)
- S 417 UL (14,050 м)
- S 419 UL (14,980 м)
- S 415 H (12,200 м)
- S 416 H (13,040 м)
- S 415 UL business (12,200 м)
- S 416 UL business (12,700 м)
- S 417 UL business (13,380 м)
- S 415 LE business (12,330 м)
- S 416 LE business (13,040 м)
- S 418 LE business

### ComfortClass

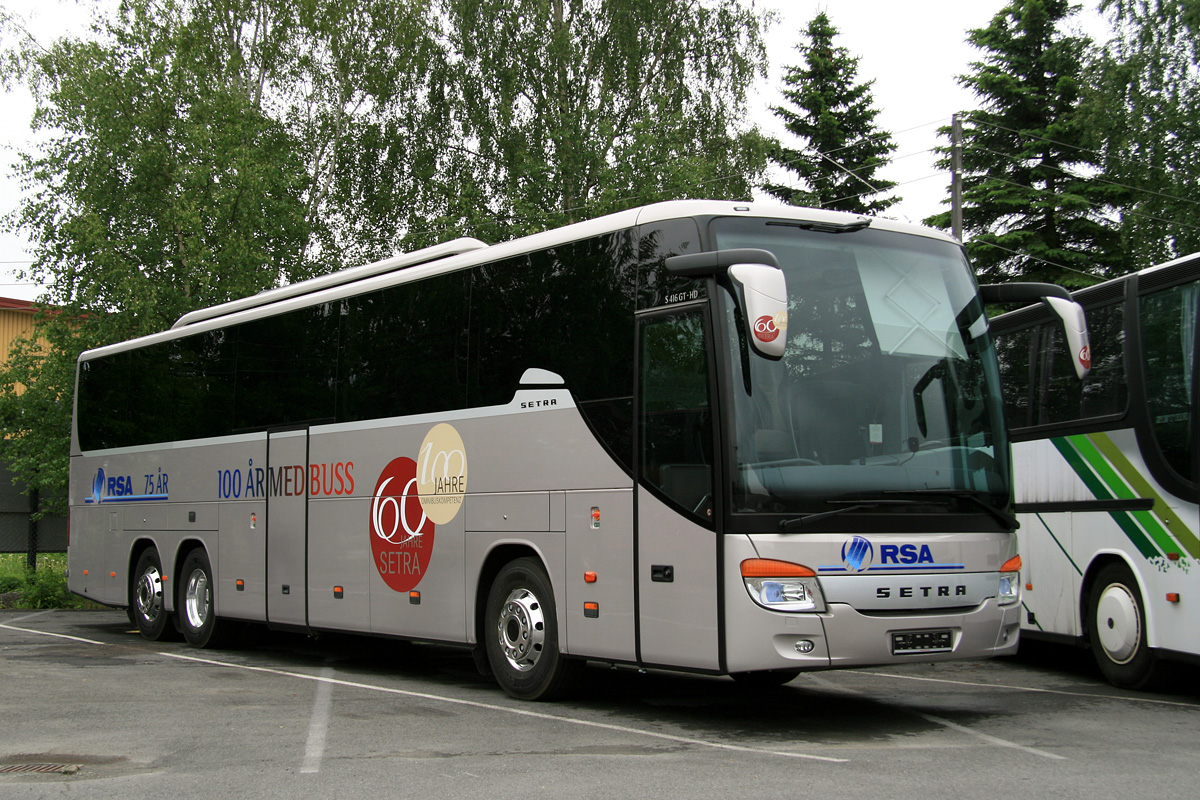
Setra S 416 GT-HD

Автобуси сімейства ComfortClass 400 включають в себе зручні транспортні засоби, що використовуються для міжміського сполучення та іноді для перевезення туристів.
- S 407 CC
- S 415 GT
- S 415 GT-HD
- S 416 GT
- S 416 GT-HD
- S 416 GT-HD/2
- S 417 GT-HD
- S 418 GT-HD
- S 419 GT-HD

### TopClass

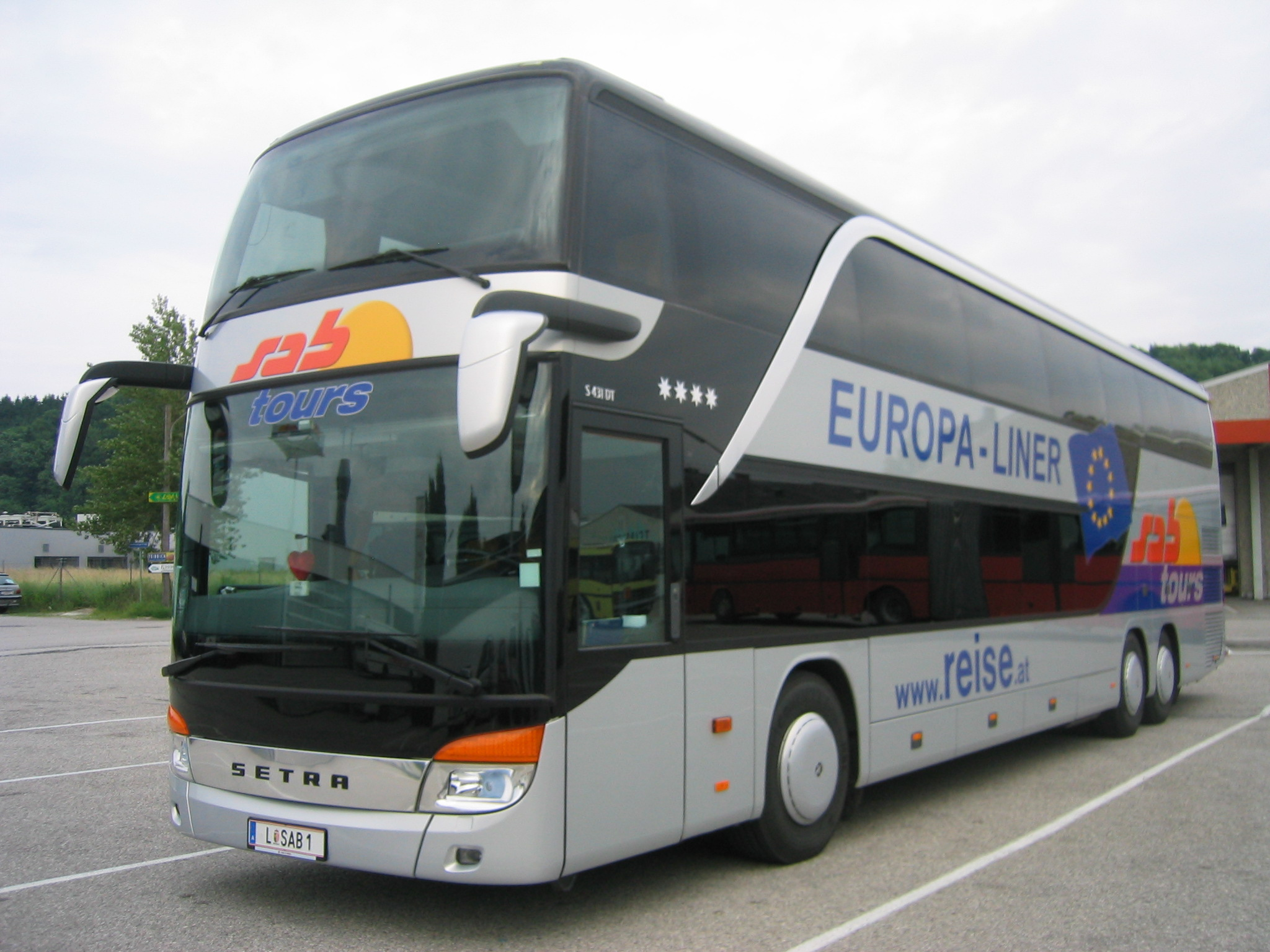
Setra S 431 DT

Автобуси сімейства TopClass 400 включають високотехнологічні транспортні засоби, призначені для туризму.
- S 411 HD
- S 415 HD
- S 415 HDH
- S 416 HDH
- S 417 HDH
- S 417 SHD
- S 431 DT — двоповерховий туристичний лайнер, що випускається з 2003 року